# Meghan Oryová
Meghan Oryová (nepřechýleně Meghan Ory, * 20. srpna 1982, Victoria, Britská Kolumbie, Kanada) je kanadská herečka. Nejvíce se proslavila rolí Červené Karkulky/Ruby v seriálu televizní stanice ABC Bylo, nebylo a také rolí Riley Neal ve dramatickém seriálu stanice CBS Inteligence.

## Životopis
Megan se narodila ve Victorii v Britské Kolumbii v Kanadě a navštěvovala Royal Oak Middle School a poté Claremont Secondary School.

## Kariéra
V roce 2006 získala herecký titul na Royal Oke. V roce 1999 získala první roli v televizním filmu stanice FOX The Darklings, po boku Suzanne Somersové a Timothyho Busfielda. Dále se objevila v seriálech Vrána, Cesta vzhůru, 2ge+her nebo Vampire High. Získala roli v televizních filmech Lucky 7 a Velká rodinná sešlost a v roce 2003 roli v seriálech Smallville a Life As We Know it. V roce 2004 zažila svůj filmový debut ve filmu Návnada.
V roce 2006 se objevila v seriálu South Beach, v miniseriálu Merlinův učeň a ve filmech John Tucker musí zemřít a Rodinná záležitost. V roce 2007 se objevila ve filmu Blonďatá a blonďatější, po boku Pamely Anderson a Denise Richardsové. V roce 2008 se objevila v televizním seriálu Flash Gordon, o rok později v seriálu Knight Rider – Legenda se vrací a ve filmu Dark House.
Na začátku podzimu roku 2011 bylo oznámeno, že se objeví jako Červené Karkulka/Ruby v seriálu televizní stanice ABC Bylo, nebylo. Objevila se ve většině epizod první série a pro druhou sérii byla její postava povýšena na hlavní. Seriál opustila na konci druhé série, kvůli seriálu Inteligence, ale ve třetí sérii si párkrát roli zopakovala.
V březnu 2013 byla obsazena do hlavní role seriálu stanice CBS Inteligence, po boku Joshe Hollowaye. V roce 2016 se připojila k obsazení seriálu stanice Hallmark Chesapeake Shores.

## Osobní život
Meghan se v roce 2008 provdala za herce Johna Reardona, se kterým se poznala při natáčení seriálu Merlinův učeň.

## Filmografie
| Rok  | Název                   | Role   | Poznámky    |
| ---- | ----------------------- | ------ | ----------- |
| 2004 | Návnada                 | Alex   |             |
| 2006 | John Tucker musí zemřít | Jill   |             |
| 2008 | Blonďatá a blonďatější  | Kit    |             |
| 2009 | Dark House              | Claire |             |
| 2010 | Winner: Best Short Film |        | Krátký film |
| 2015 | Dead Rising             |        |             |

| Year      | Title                                      | Role                              | Notes                                                    |
| --------- | ------------------------------------------ | --------------------------------- | -------------------------------------------------------- |
| 1999      | The Darklings                              | Jessie Everettová                 | TV film                                                  |
| 1999      | Vrána                                      | Alice Romanová                    | Epizoda: "The Road Not Taken"                            |
| 2000      | Cesta vzhůru                               | Juliette Waybourneová             | 22 epizod                                                |
| 2000      | 2gether: The Series                        | Heather                           | Epizoda: "Crying"                                        |
| 2000      | Hayley Wagner, Star                        | Caitlin Currenová                 | TV film                                                  |
| 2001      | Krajní meze                                | Danielle Hobsonová                | Epizoda: "Abduction"                                     |
| 2001–2002 | Maybe It's Me                              | Lauren                            | 3 epizody                                                |
| 2001–2002 | Vampire High                               | Sherry Woodsová                   | 26 epizod                                                |
| 2002      | Černý anděl                                | Rachel Berrisfordová              | Epizoda: "The Berrisford Agenda"                         |
| 2002      | Glory Days                                 | Jade LaFayetteová / Ann Palmerová | Epizoda: "The Lost Girls"                                |
| 2002      | Vražedné alibi                             | Tracey                            | Epizoda: "The Last to Know"                              |
| 2003      | Lucky 7                                    | Janey                             | TV film                                                  |
| 2003      | Velká rodinná sešlost                      | Allison Sniderová                 | TV film                                                  |
| 2004      | Smallville                                 | Megan Calderová                   | Epizoda: "Hereafter"                                     |
| 2004      | Life as We Know It                         | Greta                             | Epizoda: "Family Hard-ships"                             |
| 2004–2005 | The Collector                              | Katie, Shannon Conradová / Cora   | Epizoda: "The Ice Skater" Episode: "The Cowboy"          |
| 2006      | South Beach                                | Maggie                            | 8 epizod                                                 |
| 2006      | Merlinův učeň                              | Brianna                           | TV miniseriál                                            |
| 2006      | Rodinná záleitost                          | Melissa Brennanová                | TV film                                                  |
| 2007      | Viva Laughlin                              |                                   | Epizoda: "1.5"                                           |
| 2007      | Nightmare                                  | Carla                             | TV film                                                  |
| 2007      | Painkiller Jane                            | Wanda                             | Epizoda: "Portraits of Lauren Gray"                      |
| 2007      | The Haunting of Sorority Row               | Amanda                            | TV film                                                  |
| 2008      | Flash Gordon                               | Sarre                             | Epizoda: "Thicker Than Water"                            |
| 2009      | Knight Rider – Legenda se vrací            | Dr. Megan Connellyová             | Epizoda: "I Love the Knight Life"                        |
| 2009      | Svatyně                                    | Laura S.                          | Epizoda: "Sleepers"                                      |
| 2010      | Agentura Jasno                             | Josie                             | Epizoda: "Viagra Falls"                                  |
| 2011      | Strážce spravedlnosti                      | Juliet Sandersová                 | Hlavní role – první série                                |
| 2011–2018 | Bylo, nebylo                               | Ruby / Červená karkulka           | Vedlejší role – 1., 3. a 5. série, hlavní role – 2.série |
| 2012      | Lovci duchů                                | Sally                             | Epizoda: "Adventures In Babysitting"                     |
| 2014      | Inteligence                                | Riley Nealová                     | Hlavní role                                              |
| 2014      | The Memory Book                            | Chloe                             | TV film                                                  |
| 2015      | Debbie Macomber's Dashing Through the Snow | Ashley Harrison                   | TV film                                                  |
| 2016-2022 | Chesapeake Shores                          | Abby O'Brien                      | Hlavní role                                              |